# والتر بينتون
والتر بينتون (بالإنجليزية: Walter Benton)‏ هو عازف جاز أمريكي، ولد في 8 سبتمبر 1930 في لوس أنجلوس في الولايات المتحدة، وتوفي بنفس المكان في 14 أغسطس 2000.

## وصلات خارجية
- والتر بينتون على موقع ميوزك برينز (الإنجليزية)
- والتر بينتون على موقع أول ميوزيك (الإنجليزية)
- والتر بينتون على موقع ديسكوغز (الإنجليزية)